# Esküvő

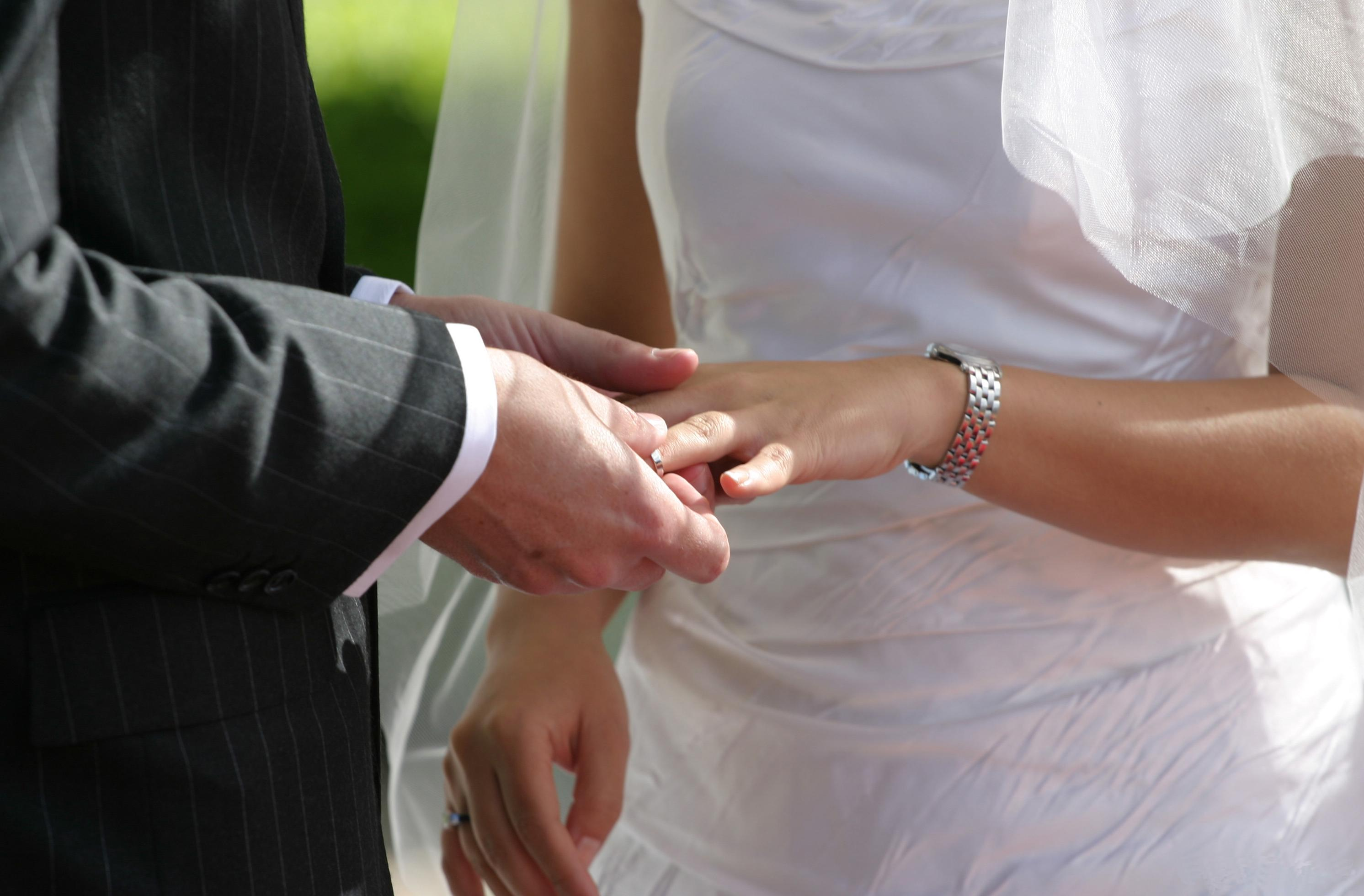
Az esküvő legfontosabb pillanata a gyűrű felhúzása

Az esküvő az a jogi aktus, amely a  házasság  jogérvényességéhez szükséges. Házasság akkor jön létre, ha az együttesen jelenlévő házasulók az anyakönyvvezető vagy egyházuk képviselője előtt és két tanú együttes jelenlétében személyesen kijelentik, hogy egymással házasságot kötnek. Jelenleg ma Magyarországon a polgári házasságkötést ismerik el joghatályosan; számos országban az egyházi esküvő egymagában is érvényes.[forrás?]
A keresztény kultúrkörben az egyházi házasságkötés a tridenti zsinat után vált kötelezővé. A polgári házasságkötés a francia felvilágosodás után terjedt el, először az európai országokban. Magyarországon hosszabb időszak alatt az 1870-es évektől kezdődő társadalmi viták és a római katolikus egyház akadályozása miatt csak a házassági jogról szóló 1894. évi XXXI. törvénycikk tette kötelezővé a polgári házasságkötést, amely 1895. október 1-jén lépett hatályba az öt egyházpolitikai törvénnyel együtt.
A kánonjognak az az elve, hogy a házasságot a házasulók akarat megegyezése létesíti, áthatja ugyan a modern állami házasságjogokat is, de a házasság létrejöveteléhez még az is szükséges, hogy az akarati kijelentés bizonyos megszabott alakiságok között a házasság megkötésére jogosított hatóság előtt történjék. Ez a közeg lehet állami (anyakönyvvezető), de az állam ilyen jogosított közegnek elismerheti az egyházak lelkészét is. Előbbi  esetet nevezzük polgári házasságnak. Az említett alakiságok megkövetelésében kivételesen nagyon enyhe felfogást is találunk. Így az Amerikai Egyesült Államok és részben Skócia joga szerint az úgynevezett common law marriage-nél jóformán azt lehet mondani, hogy pusztán a felek megegyezése létesíti a házasságot. A katolikus egyházban is lassan utat tör az a felfogás, hogy a házasság létrejöttében a lelkésznek a házasságkötésben való részvétele szükséges. Az e felfogásnak megfelelő tridenti forma nem vált mindenütt kötelezővé.

## Az egyházi esküvő

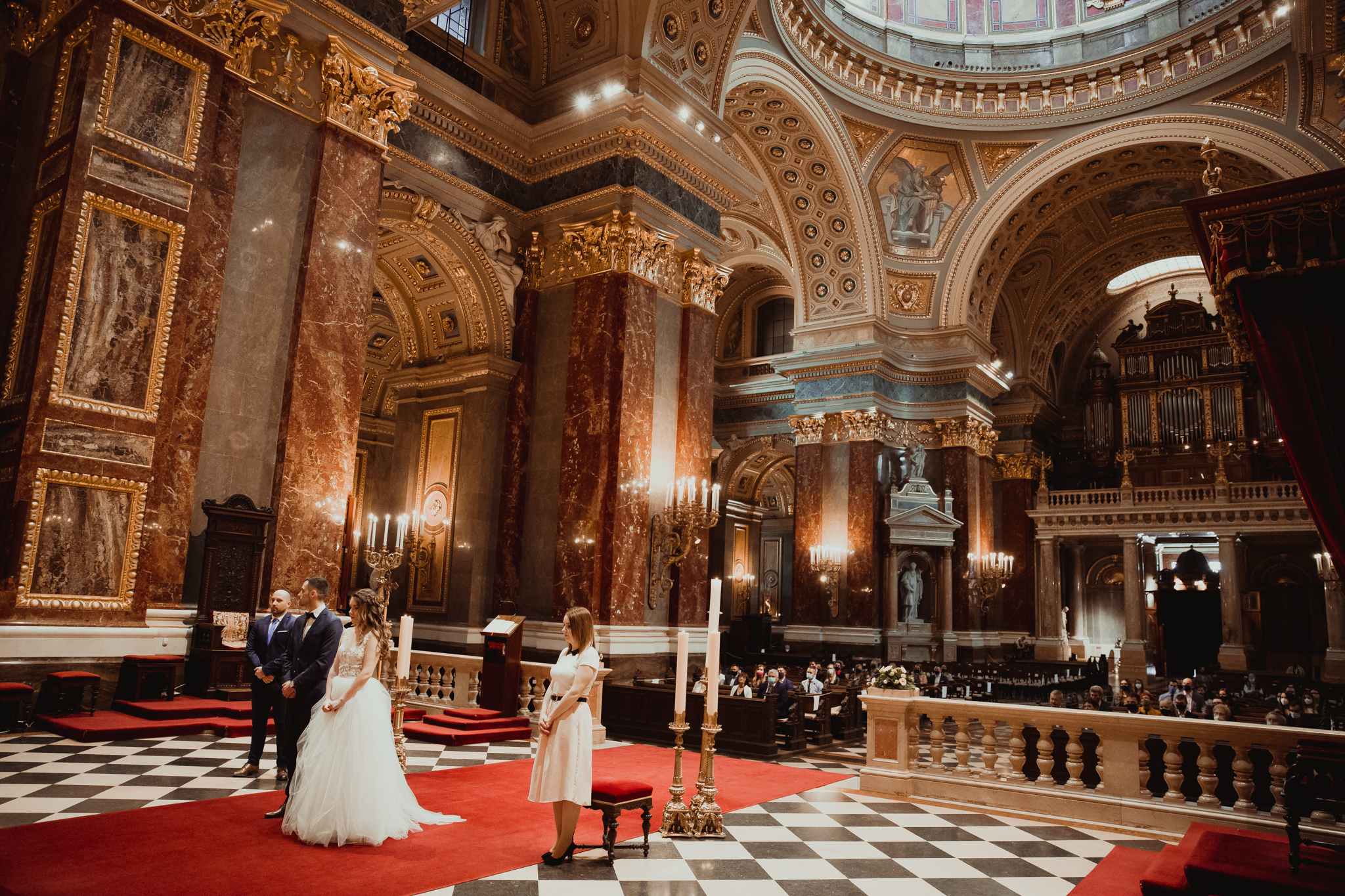
Egyházi esküvő

Az egyházi esküvő tulajdonképpen az egyházi ünnepélyes házasságkötés. Általában így neveznek minden  alakszerűségek között történő házasságkötést még a „polgári esküvőt” is. Ez utóbbit helytelenül. A katolikus egyház - felfogása ingadozott - de tulajdonképpen mindig megmaradt azon az állásponton, hogy a házasságot nem az egyházi szertartás, hanem a felek megegyezése (consensus) hozza létre. Még a tridenti zsinat is, amely az egyházi esküvőt szabályozta, bár a házasságkötés rendes formájává tette a házasság egyházi megáldását és a jegyeseknek a pap általi összeadását (copuláció). Érvényesnek tekinti a házasságot, ha a házasságkötési szándékukat két tanú jelenlétében, az illetékes lelkész (proprius parochus) előtt kijelentik.
A 18. század óta erősödött meg az a felfogás, hogy az ünnepélyes esketés a felek megegyezésével egyenrangú tényező a házasság létrejöttében. A katolikus egyház a polgári házasságkötést sohasem ismeri el egyházilag érvényesnek, ellenben a protestáns egyházak elismerik. Ebben az esetben a polgári kötés után csak a házasság egyházi megáldása követ.

## Polgári házasságkötés

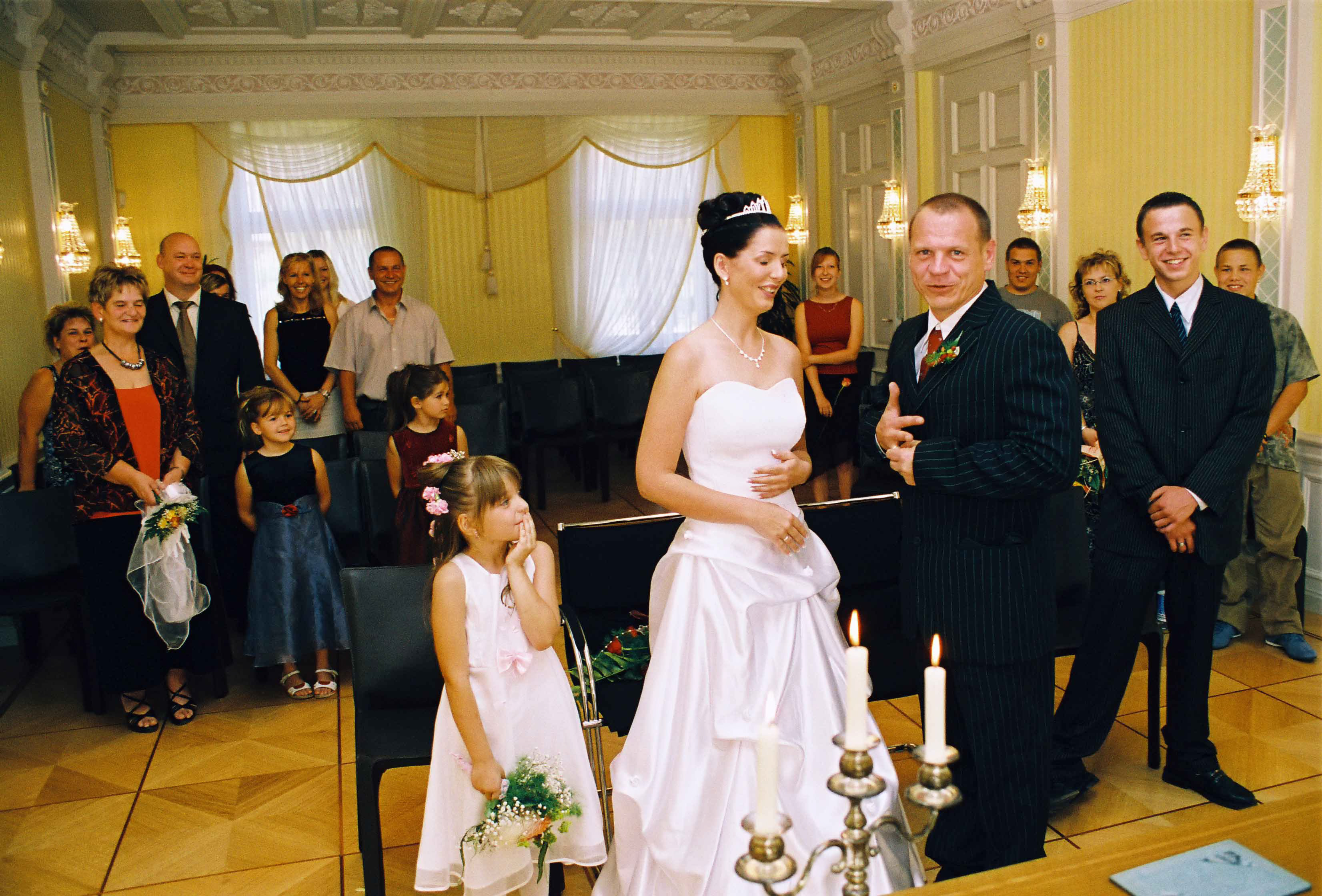
Ünnepélyes polgári házasságkötés

A polgári házasságkötés ellentétben az egyházi ceremóniával, nem az egyház színe előtt és az egyházi törvények szerint, hanem az állam által e célra kirendelt polgári tisztviselő előtt a házassági jogot szabályozó állami törvény értelmében létrejövő házassági aktus. Régebben a polgári házasságnak háromféle alakzatát különböztették meg:
kisegítő
Lehetővé teszi az egybekelést olyanoknak, akik az egyházi jog által felállított valamely házassági akadálynál fogva egymással házasságra nem léphetnek. A házasság az igen kimondásának pillanatában jön létre, gyakorlatilag az aláírásokra nincs is szükség, ezért vannak jelen a tanúk, hogy a házasságkötés tényét tanúsítsák.
fakultatív
Az állampolgárok tetszésére bízza a házasságnak az egyház színe előtt vagy a polgári hatóságok előtt kössék meg.
kötelező
A kötelező polgári házasságkötés az, amit polgári hatóság előtt kötnek meg. Ez természetesen a hívőknek a házasságkötésre vonatkozó vallási kötelességeit nem érinti. Magyarul ez azt jelenti, hogy a polgári házasságkötés után az egyházzal is megáldathatják. Ma Magyarországon csak így lehet jogérvényesen házasságot kötni.

## A házasságkötést megelőző eljárás Magyarországon
A házasságkötést megelőzően a házasulóknak az anyakönyvvezető előtt ki kell jelenteniük, hogy házasságuknak legjobb tudomásuk szerint nincs törvényes akadálya. Ugyanakkor igazolniuk kell, hogy a házasságkötésük törvényes előfeltételei fennállanak.
Annak igazolására, hogy külföldön házasságot kötő magyar állampolgár házasságkötése a magyar jog szerint nem ütközik akadályba az Igazságügyminisztérium tanúsítványt állít ki és a külképviseleti szerveken keresztül megküldi az illetékes külföldi hatóságoknak. Ha külföldi állampolgár vagy külföldön lakó hontalan, vagy vitás állampolgárságú személy kíván Magyarországon házasságot kötni, igazolnia kell, hogy a házasságkötés a reá irányadó külföldi jog szerint nem ütközik akadályba.
Érvénytelen a házasságkötés, ha a házasulók valamelyikének korábbi házassága fennáll. Továbbá:
- az egyenesági rokonok és édestestvérek házassága,
- édestestvérnek édestestvére vér szerinti leszármazójával,
- házastársnak volt házastársa egyenes ági leszármazójával,
- ha a házasság megkötésekor cselekvőképességet kizáró gondnokság alatt áll,
- ha valamely vagy mindkét fél gyermekkorú vagy teljesen cselekvőképtelen,
- ha valamely vagy mindkét fél korlátozottan cselekvőképes és gyámhatósági engedéllyel nem rendelkezik,
- ha az anyakönyvvezető nem hivatalos minőségében járt el,
- ha a házasulók a házasságkötésre irányuló kijelentésük megtételekor nem együttesen voltak jelen.

A házasságot csak akkor lehet érvénytelennek tekinteni, ha az érvénytelenítési kereset során a bíróság azt érvénytelennek nyilvánította. Az ilyen ítélet mindenkivel szemben hatályos.
A házasság megszűnik az egyik házastárs halálával, vagy ha a házasságot a bíróság felbontotta.